# Новое кладбище (Гатчина)
Но́вое кла́дбище (Солодухино) — кладбище в городе Гатчина.

## История
Предшественником Нового городского кладбища было Старое кладбище, расположенное рядом с городом. По мере расширения города, его границы подошли практически вплотную к Старому кладбищу. По этой причине, в 1849 году, император Николай I инициировал создание нового кладбища, удаленного от городской черты.
В этом же году в версте от Гатчины был выделен участок земли в 6 десятин, где начались подготовительные работы по созданию нового кладбища — прокладывались дорожки и канавы, границы нового кладбища обносились земляным валом. Руководил работами гатчинский комендант и начальник дворцового управления, генерал-лейтенант Ф. И. Люце, император лично интересовался продвижением работы, выделял дополнительные средства на благоустройство кладбища.
Территория будущего некрополя была разделена на несколько участков по вероисповеданиям: православный, лютеранский, католический, иудейский и магометанский. Около кладбища была устроена караулка.
Работы по созданию кладбища были завершены в 1851 году и 23 сентября оно было освящено. Тогда же закрылось Старое кладбище, где даже запретили дохоранивать умерших в родовые усыпальницы. В связи с этим часть захоронений была перенесена на Новое кладбище, поэтому его самые старые захоронения датируются 1811 годом. Со времени создания и до 1918 года кладбище находилось в ведомости Гатчинского Дворцового управления.

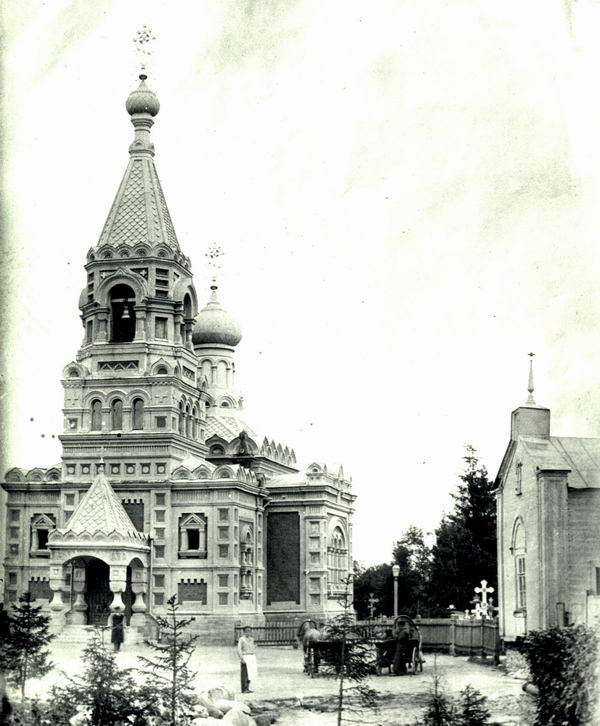
Церковь Всех Святых. Фотография начала XX века

В том же 1851 году на кладбище началось строительство небольшой деревянной часовни, освященной во имя Всех Святых. Эта часовенка простояла на кладбище до конца 1880-х годов. В 1888–1889 годах на её месте была построена кладбищенская церковь Всех Святых, освященная 29 октября 1889 года.
В последние годы XIX века кладбище постоянно благоустраивалось, площадь его увеличивалась. В 1880 году около входа на кладбище был построен деревянный одноэтажный дом для размещения квартиры кладбищенского смотрителя и кладбищенской конторы. В 1885 году рядом была возведена сторожка. В 1887 году был добавлен участок для захоронения нижних военных чинов гатчинского гарнизона, примерно в это же время был добавлен участок для погребений старообрядцев города. В 1896 году площадь кладбища уже составляла 8 десятин 1343 квадратных сажень. В начале XX века территория некрополя была обнесена ажурной металлической оградой. В 1902 году новое кладбище в Гатчине было признано самым благоустроенным среди губернских кладбищ Санкт-Петербургской епархии. В 1909 году производился ремонт кладбищенских ворот и подъездной дороги. В 1914 году на кладбище был выделен участок для погребения погибших летчиков Гатчинского военного аэродрома.
В 1956 году на территорию городского кладбища были перенесены останки погибших курсантов и других жертв событий 1919 года (Гражданская война), а 5 ноября 1959 года прах героя обороны Ленинграда гвардии капитана Алексея Перегудова. Эти могилы прежде располагались на площади около Большого Гатчинского дворца. Рядом с этим захоронением в 1987 году был установлен бронзовый памятник.
Также именуется «Солодухино» — по названию ведущей к нему ул. Солодухина (бывшей Малогатчинской).

## Известные люди, похороненные на Новом кладбище
- Арапов, Пётр Иванович (1871—1930) — русский генерал, герой Первой мировой войны.
- Байков, Алексей Михайлович (1790—1852) — главный архитектор Гатчины
- Беггров, Александр Карлович (1841—1914) — русский живописец и акварелист
- Дмитриев, Николай Всеволодович (1856—1918) — русский архитектор, главный архитектор Гатчины
- Евдокимов, Николай Александрович (1909—1938) — летчик-парашютист
- Забелин, Феодор Фёдорович (1868—1949) — протоиерей
- Комарицын, Анатолий Александрович (1946—2017) — адмирал, 11-й Президент Русского географического общества.
- Кутейников, Николай Евлампиевич (1845—1906) — русский военно-морской деятель, учёный-кораблестроитель
- Лендер, Франц Францевич (1881—1927) — конструктор артиллерийского вооружения
- Павлов, Иван Петрович (генерал) (1830—1909) — генерал от инфантерии, член Военного совета.
- Панфиленок Борис Михайлович (1950—2009) — жонглер, артист Ленконцерта, сценический псевдоним Буба
- Перегудов, Алексей Иванович (1913—1943) — Герой Советского Союза
- Погорельцев, Александр Егорович (1917—1978) — Герой Советского Союза
- Пруссис, Христофор Францевич (?—1916) — лётчик
- Соколов-Микитов, Иван Сергеевич (1892—1975) — русский советский писатель
- Чухновский, Борис Григорьевич (1898—1975) — советский авиатор, один из первых полярных лётчиков
- Шперер, Людвиг Францевич (1835—1898) — русский архитектор, академик архитектуры
- Щербов, Павел Егорович (1866—1938) — художник-карикатурист